# Negoiu
Le Negoiu est un sommet montagneux situé dans les monts Făgăraș, en Roumanie. Avec son altitude de 2 537 mètres, il se classe en seconde position dans les Carpates de Roumanie, après le Moldoveanu (2 544 m). Il se trouve sur la crête centrale du massif de Făgăraș, entre la source de la rivière Topolog et celle de la rivière de Lăița.
Jusque entre les deux guerres mondiales, le Negoiu était considéré comme le plus haut sommet des Carpates, en dehors du massif des Tatras, dont le point culminant est le Gerlachovský štít (2 663 m). Le Negoiu est connu comme le pôle d’instabilité atmosphérique de Roumanie.

Animation représentant le Negoiu en trois dimensions.

## Sources bibliographiques
- Page Wikipedia, Enciclopedie liberă (traduction et adaptation du texte en roumain).
- Mic dicționar enciclopedic, ediția a II-a, revăzută și adăugită, Editura Științifică și Enciclopedică, București, 1978.
- Dicționar enciclopedic, Editura enciclopedică, București.